# Jim Wells County
Jim Wells County je okres ve státě Texas v USA. K roku 2010 zde žilo 40 838 obyvatel. Správním městem okresu je Alice. Celková rozloha okresu činí 2 248 km².